# Hörschwelle
Die Hörschwelle (auch Ruhehörschwelle) ist derjenige Schalldruck beziehungsweise Schalldruckpegel, bei dem das menschliche Gehör Töne oder Geräusche gerade noch wahrnimmt.
Die Hörschwelle bildet die untere Begrenzung der Hörfläche (auch als Hörbereich oder Hörfeld bezeichnet) – die obere Begrenzung wird akustische Schmerzschwelle genannt. In der Praxis hingegen wird die Unbehaglichkeitsschwelle (UCL) als obere Grenze verwendet. Die UCL ist der Pegel, bei dem die Lautstärkeempfindung unangenehm, jedoch noch nicht schmerzhaft ist.

Hörfläche des (normalhörenden) Menschen als Schalldruckpegel in Abhängigkeit von der Frequenz. Untere Linie zeigt Hörschwelle, gestrichelter Anteil beschreibt mögliche Hörkurvenveränderung durch übermäßige Hörbelastung (z. B. laute Musik)
Hinweis: In der Grafik ist der physikalische Schalldruckpegel in dB_{SPL} angegeben. Bei individuellen Audiogrammen wird in der Regel ein bewerteter Schalldruckpegel dargestellt, bei dem die allgemein gültige Hörschwelle die Nulllinie bildet.

## Werte
Die Hörschwelle ist abhängig von der Frequenz. Für die Schwelle der Hörbarkeit eines Sinustons von 1000 Hz wurde ein Schalldruck von
20 μPa
als Referenzwert für den absoluten Schalldruckpegel festgelegt  (Lp = 0 dBSPL Schalldruckpegel). Das war ein mittlerer Wert aus Messungen an vielen Individuen. Später stellte sich heraus, dass dieser Wert für 1000 Hz etwas zu niedrig angesetzt war und ungefähr für 2000 Hz zutrifft. Dennoch wurde am ursprünglichen Referenzwert festgehalten.
Bei 2 kHz liegt die Hörschwelle dementsprechend bei einem Schalldruckpegel von null Dezibel (dB). Sowohl bei tieferen Frequenzen als auch bei sehr hohen Frequenzen liegt die Hörschwelle bei höheren Pegeln. So können sowohl ein tiefer Sinuston von 30 Hz als auch ein hoher von 15 kHz von Normalhörenden erst ab einem Schalldruckpegel von ungefähr 60 dB wahrgenommen werden.
Am empfindlichsten ist das menschliche Gehör für Frequenzen zwischen 3500 und 4000 Hz. In diesem Frequenzbereich kann man Schalldruckpegel von −5 dB hören, was einem Schalldruck von nur 11,25 µPa entspricht.
Die höchste Frequenz, die überhaupt wahrgenommen werden kann, ist vom Alter und Gesundheitszustand abhängig. So können Kinder teilweise bis 30 kHz hören und auch manche Erwachsene können Töne über 22 kHz wahrnehmen.
Mit zunehmendem Alter steigt die Hörschwelle vor allem bei höheren Frequenzen an (Presbyakusis). Die obere Frequenzgrenze des Hörbereiches sinkt ab.

## Messung

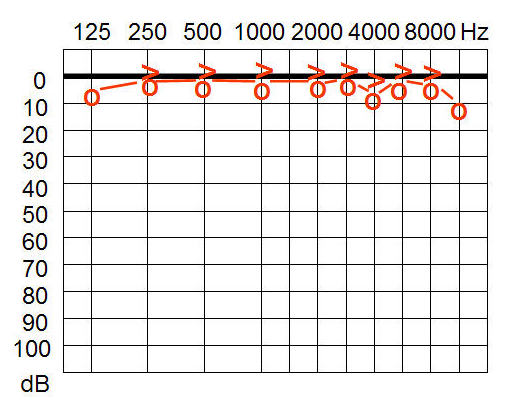
Aufgezeichnete Messergebnisse (Tonaudiogramm). Bei dem Patienten liegt praktisch kein Hörverlust vor.

Die Ermittlung der Hörschwelle wird mit Sinustönen vorgenommen, bei der Tonaudiometrie mit Sinustönen fester Frequenzen (meist 250, 500, 1000, 2000, 3000, 4000, 6000 und 8000 Hz).
Beim Békésy-Tracking verändert sich die Tonfrequenz langsam und kontinuierlich über den ganzen Frequenzbereich. Die Töne werden über exakt kalibrierte Kopfhörer dargeboten; ersatzweise kann mit einer frontal positionierten Schallquelle die binaurale Hörschwelle festgestellt werden.
Die Ermittlung der Hörschwelle kann mit dem sogenannten Eingabelungsverfahren oder dem Verfahren mit ansteigenden Pegeln erfolgen. Beim Eingabelungsverfahren wird die Hörschwelle durch Mittelung der Ergebnisse von Messungen mit ansteigendem und abfallendem Pegel bestimmt, beim Verfahren mit ansteigenden Pegeln wird der Prüftonpegel aus dem unhörbaren Bereich bis zum Hörbarwerden gesteigert. In der Regel findet das Verfahren des ansteigenden Pegels Anwendung.
Als Grundlage für die Bewertung eines Hörverlustes dient die Hörschwelle für Normalhörende, wie sie etwa in der DIN 45630 Blatt 2 und ISO 226:2003 im Rahmen der „Normalkurven gleicher Lautstärkepegel“ festgelegt ist.
Ist das Hörvermögen beeinträchtigt, dann weicht die individuelle Hörschwelle von der Normalkurve ab. Das Tonaudiogramm ist die Grundlage bei der Diagnose eines Hörschadens oder einer Hörbehinderung.